# Skole-Wieś
Skole-Wieś, Skole – dawniej samodzielna miejscowość, od 1902 w granicach miasta Skole na Ukrainie w obwodzie lwowskim, w rejonie stryjskim.

## Historia
Skole-Wieś (lub Skole Dorf) to dawniej samodzielna wieś, stanowiąca gminę jednostkową (882 mieszkańców w 1854 roku) w Bezirk Skole; od 1867 w powiecie stryjskim. 12 stycznia 1902 gminę Skole-Wieś zniesiona i włączono do miasta Skole.